# Дудка Анатолій Свиридович
Анато́лій Свири́дович Ду́дка (16 серпня 1948, Личкове — 31 січня 2017, Київ) — український театральний актор та режисер. Заслужений артист УРСР з 1984 року, народний артист України з 2012 року.

## Життєпис
Народився 16 серпня 1948 року в селі Личковому (нині Самарівський район Дніпропетровської області, Україна). У 1949 році його сім'я переїхала до Дніпропетровська (нині м. Дніпро), де він навчився грати на баяні й успішно закінчив музичну школу. 1972 року закінчив акторське віддідення Дніпропетровське державне театральне училище, був учнем Олександра Галуна.
Протягом 1972—1974 років працював у Закарпатському українському музично-драматичному театрі в Ужгороді; у 1974—1976 роках — у драматичному театрі в місті Балашові Саратовської області; у 1976—1990 роках — у Криворізькому театрі драми та музичної комедії імені Тараса Шевченка. 1988 року закінчив Вищі курси сценаристів і режисерів у Москві (майстерня Андрія Гончарова).
У 1990—1997 роках працював у Дніпропетровському українському музично-драматичному театрі імені Тараса Шевченка; у 1997—2009 роках — у Дніпропетровському молодіжному театрі; з 2009 року — у Дніпропетровському академічному театрі драми і комедії імені Максима Горького.
Обирався депутатом Дніпропетровської обласної ради у 2006 (самовисування), 2010 (від Партії регіонів) та 2015 (від Опозиційного блоку) роках. Помер у Києві 31 січня 2017 року під час термінової операції на серці.

## Творчість
Зіграв ролі
- Леонідик — «Мій бідолашний Марат» Олексія Арбузова;
- Плужников — «У списках не значився» за Борисом Васильєвим;
- Ведмідь — «Маленькі комедії» Антона Чехова;
- Тассіло, Зупан, Боні — «Графиня Маріца», «Сільва» Імре Кальмана;
- Генріх, Фальк — «Кажан» Йоганна Штрауса;
- Іван Мазепа — «Мазепа — гетьман України» за Богданом Лепким;
- Іван Барильченко — «Житейське море» Івана Карпенка-Карого;
- Монтеккі — «Чума обом родинам вашим» Григорія Горіна;
- Професор, Гіжурі — «Квітень у новорічну ніч» Г. Кунцева;
- Яворницький, Ізот Лобода — «Собор» за Олесем Гончаром;
- Мойсей — «Мойсей» за Іваном Франком;
- Ліричний герой — «Листи кохання» Віталія Губаренка.

Поставив вистави
- «Принцеса та Свинопас» за Гансом Крістіаном Андерсеном (1986);
- «Оперета — любов моя» за Йоганном Штрауссом та Імре Кальманом (1996);
- «Циган-прем'єр» Імре Кальмана (1996);
- «Кицин дім» Самуїла Маршака (1998);
- «Червоненька квіточка» за Сергієм Аксаковим (2000);
- «Дзусь!» Валерія Зиміна (2002; премія Міністерства культури України «За найкращу дитячу виставу»[3]);
- «Кажан» Йоганна Штрауса (2003);
- «Королівська корова» Лариси Титової та Олександра Староторжського (2004).